# Voh
Voh es una comuna de la Provincia Norte de Nueva Caledonia, un territorio de ultramar de Francia en el océano Pacífico.
La comuna se ha convertido famosa por la fotografía aérea a causa del fenómeno conocido como "El Corazón de Voh", una formación de gran cantidad de vegetación que se asemeja a un corazón visto desde arriba. El fotógrafo Yann Arthus-Bertrand contribuyó a su popularidad mediante el uso de la fotografía del "corazón" como la portada de sus libros La Tierra desde el aire y La Tierra vista desde el cielo.